# Saxaulsångare
Saxaulsångare (Iduna rama) är en ljust gråbrun sångare som tillhör familjen rörsångare. Den häckar främst i västra Centralasien och övervintrar på Indiska halvön. I Europa är den en mycket sällsynt gäst. Saxaulsångaren och stäppsångaren (Iduna caligata) behandlades tidigare som en och samma art, under namnet gråsångare. IUCN kategoriserar den som livskraftig.

## Utseende och läte

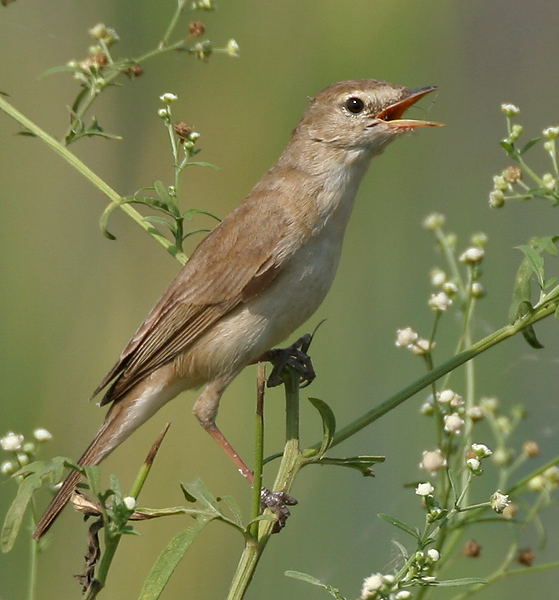
Saxualsångare om vintern i Andhra Pradesh i Indien.

Saxaulsångaren mäter 11,5–13 centimeter och är ljust gråbrun på ovansidan med vitaktig undersida och sandfärgade kroppssidor. De yttre stjärtpennorna har ljusa kanter. Den har en ganska lång och spetsig näbb där övre näbbhalvan är mörk och undre näbbhalvan rosabeige. Den har mörkt tygel och ett smalt ljust ögonbrynsstreck som ofta bara sträcker sig framför ögat. 
Den är mycket lik de närbesläktade arterna eksångare och stäppsångare och kan vara mycket svår att skilja i fält om den inte sjunger. Till skillnad ifrån dessa har den mycket kort handpenneprojektion och en ljusare gråbrunare ton på ovansidan. Den knycker ofta på stjärten precis som stäppsångaren men den senare knycker även med vingarna. Eksångare slår istället nedåt med stjärten vilket varken stäpp- eller saxaulsångaren gör.
Både dess lockläte och sång påminner om stäppsångarens. Den snabba sången är dock ljudligare och innehåller skarpare skrapiga toner som ibland upprepas som tillsammans med dess drillar och visslande toner ger viss likhet med sången av sävsångare. Locklätet är ett smackande torrt "tjeck" utan stäppsångarens "r" i. Även ett blåhakelikt "tslek" kan höras.

## Utbredning
Saxaulsångaren är en flyttfågel som häckar från nordöstra Arabiska halvön i söder till centrala Kazakstan i norr och nordvästra Kina och västligaste Mongoliet i öster. En reliktpopulation finns även i kustnära mangroveträsk i sydöstra Saudiarabien. Den övervintrar i Indien och så långt söderut som Sri Lanka.

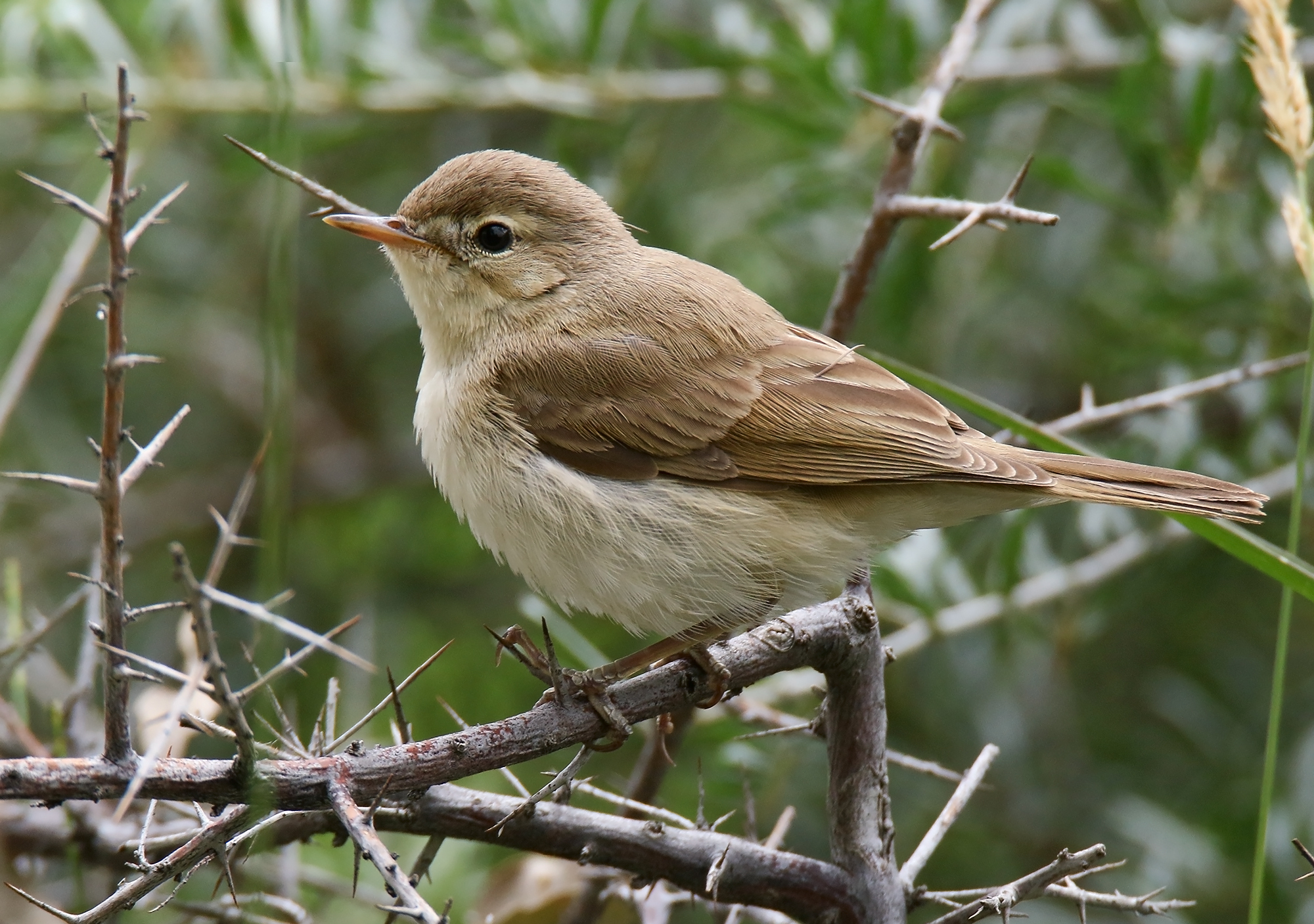
Saxaulsångare fotograferad i Pakistan.

Fågeln uppträder mycket sällsynt i Europa, i bland andra Belgien, Storbritannien, Frankrike, Nederländerna och i alla länder i Norden. I Sverige har den setts vid fem tillfällen, de fyra första ungfåglar i månadsskiftet augusti/september: två ringmärkta individer i september 1995 vid Hoburgen på Gotland och i augusti 2002 i Ottenby på Öland, den 3 september 2017 på ön Lillbådan utanför Umeå i Västerbotten och en 26 augusti 2018 på Understen i Stockholms skärgård. 4 juni 2019 gjordes det första vårfyndet, av en individ som ringmärkets på ön Nidingen i Halland.

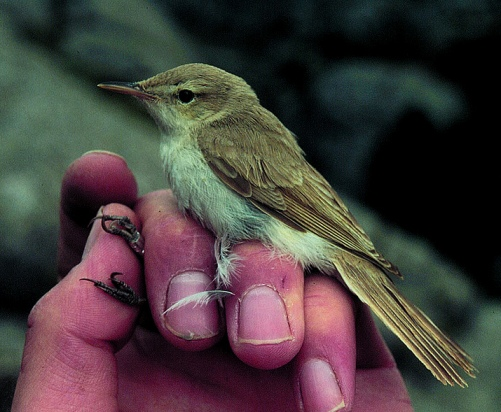
Norges första fynd av saxaulsångare.

## Systematik
Rörsångarna behandlades tidigare som en del av den stora familjen sångare (Sylviidae). Genetiska studier har dock visat att sångarna inte är varandras närmaste släktingar. Istället är de en del av en klad som även omfattar timalior, lärkor, bulbyler, stjärtmesar och svalor. Idag delas därför Sylviidae upp i ett flertal familjer, däribland Acrocephalidae.
Arten delas inte upp i några underarter, men har tidigare behandlades som underart till stäppsångare, då under namnet gråsångare. Tillsammans är de närmast släkt med artparet eksångare (Iduna pallida) och macchiasångare (Iduna opaca). Alla fyra placerades tidigare i Hippolais, men genetiska studier visar att arterna i Hippolais så som det traditionellt är konstituerat inte är varandras närmaste släktingar. De lyfts därför ut till det egna släktet Iduna tillsammans med två arter tidigare placerade i Chloropeta, afrikansk gulsångare (Iduna natalensis) och berggulsångare (Iduna similis).

### Familjetillhörighet
Rörsångarna behandlades tidigare som en del av den stora familjen sångare (Sylviidae). Genetiska studier har dock visat att sångarna inte är varandras närmaste släktingar. Istället är de en del av en klad som även omfattar timalior, lärkor, bulbyler, stjärtmesar och svalor. Idag delas därför Sylviidae upp i ett flertal familjer, däribland Acrocephalidae.

## Ekologi
Saxualsångaren är en insektsätare som förekommer i öppna torra biotoper som stäpp och halvöken där det finns höga buskar som tamarisk eller lågväxt saxaulskog. Vid Persiska viken hittas den också i mangroveskog och kan häcka i trädgårdar och fruktträdgårdar. Fågeln häckar från april till juni eller juli. Den placerar sitt skålformiga bo i träd eller buske, ofta mellan 0,3 och två meter över marken. Däri lägger den i genomsnitt fyra till sex ägg.

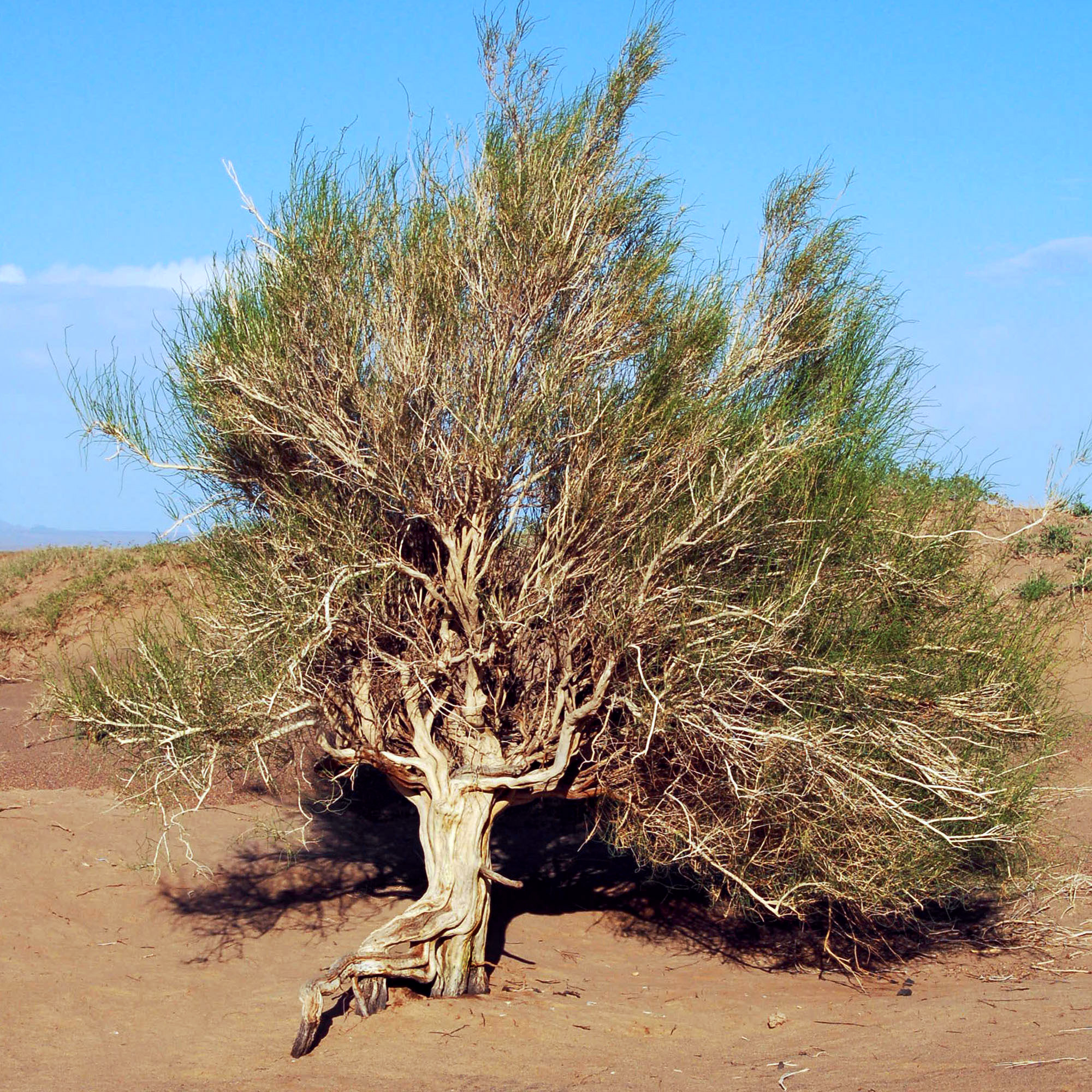
Ett saxaulträd av arten Haloxylon ammodendron.

## Status och hot
Arten har ett stort utbredningsområde och en stor population med stabil utveckling. Utifrån dessa kriterier kategoriserar IUCN arten som livskraftig (LC). Världspopulationen har inte uppskattats men den beskrivs som vanlig eller mycket vanlig i Centralasien. I Europa tros det häcka mellan 1 000 och 10 000 individer, men Europa utgör inte ens fem procent av artens utbredningsområde.

## Namn
Saxaulsångarens vetenskapliga artnamn rama syftar på Rama, en inkarnation av den indiska guden Vishnu.